# 塔德卡斯特
塔德喀斯特（Tadcaster）是英格蘭北約克郡的一個城鎮，位於利茲東北12英里（19），約克西南10英里（16）。當地的主要產業有啤酒釀造業等產業。

## 友好城市
- 法國 圣谢利达普谢